# Absinthe (film fra 1914)
|  | For andre betydnigner, se Absinth |
Absinthe er en amerikansk stumfilm fra 1914 af Herbert Brenon og George Edwardes-Hall.

## Medvirkende
- King Baggot som Jean Dumas
- Leah Baird som Madame Dumas